# Jan Hrušínský
Jan Hrušínský, född 9 juni 1955 i Prag, Tjeckoslovakien, är en tjeckisk skådespelare. Han är son till skådespelaren Rudolf Hrušínský. Han scendebuterade som femåring och samma år började hans filmkarriär. Han har sedan dess medverkat i över 120 filmer och TV-produktioner. De kändaste filmerna han medverkade i var Flicka med kvast (1972) och Hur man väcker prinsessor (1978). Han gjorde också huvudrollen i en av Jiří Menzels mindre uppskattade filmer, Kdo hledá zlaté dno 1974.
2002 startade han sin egen teatergrupp Divadelní společnost Jana Hrušínského.

## Filmografi, urval
- 1972 – Flicka med kvast
- 1975 – Lillebror är bäst
- 1978 – Hur man väcker prinsessor
- 1989 – Slut på gamla tider
- 1991 – Den flygande gympadojan
- 2003 – Zelary